# James Edward Oglethorpe

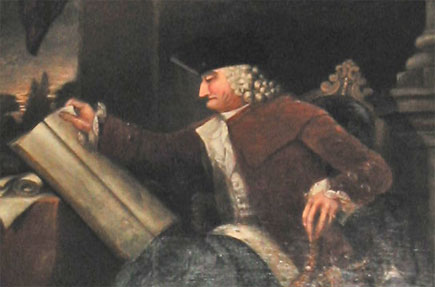
James Edward Oglethorpe, según una representación sita en el Capitolio del Estado de Georgia.

James Edward Oglethorpe (22 de diciembre de 1696 - 30 de junio de 1785) fue un general y filántropo inglés, considerado el fundador del Estado de Georgia (EE. UU.).

## Biografía
Nació en Londres, hijo de Sir Teophilus Oglethorpe (1650-1702). En 1714 abandonó sus estudios en el Corpus Christi College de Oxford, iniciados ese mismo año, para unirse a la expedición de Eugenio de Saboya contra el Imperio otomano, en la que llegó a ser ayudante de campo del propio príncipe gracias a la recomendación de John Churchill, Primer Duque de Marlborough. Entre 1716 y 1717 tomó parte en el asedio y captura de Belgrado, donde sirvió con distinción.
Tras su retorno a Inglaterra, fue elegido parlamentario por Halesmere, posición desde la que realizó una campaña por la mejora de las condiciones en que vivían las personas encerradas en las cárceles inglesas por deudas. Fue entonces cuando sugirió también que los deudores recién salidos de prisión fuesen enviados como colonos a Georgia, donde se les darían tierras con las que poder labrarse un futuro. La empresa consiguió el apoyo gubernamental en 1732, año en que llegaron los primeros ex presidiarios con el propio Oglethorpe a la cabeza a Charlestown, en Carolina del Sur, desde donde se dirigieron a lo que más tarde sería Savannah, la primera colonia británica en Georgia. Allí, Oglethorpe negoció personalmente la cesión de tierras con los indios Creek y supervisó la construcción de varios fuertes defensivos. 
El 9 de junio se le concedió el gobierno de las tierras situadas entre los ríos Savannah y Altamaha, y una de sus primeras medidas como gobernador fue la prohibición de la esclavitud en la nueva colonia. El motivo principal de esta decisión se debía al temor de que los esclavos africanos huyesen a la vecina colonia española de Florida y se aliasen con los españoles para desestabilizar los asentamientos británicos en Georgia. El goteo de esclavos fugitivos desde Carolina del Sur a Florida se venía dando de forma más o menos continua desde la década de 1690, gracias a una Real Cédula de Carlos II que garantizaba la libertad para todos los ex esclavos británicos que consiguiesen llegar a territorio español huyendo de sus dueños. En paralelo, llevó como misioneros a los hermanos John y Charles Wesley, a Benjamin Ingham y a Carlos Delamotte, así como a un grupo de moravos (octubre de 1735).
En contra del primer plan de Oglethorpe, los deudores decrecieron tras la llegada del primer barco, el Anne, y en su lugar la colonia fue poblada mayormente por mercaderes y artesanos ingleses arruinados y refugiados que huían de Suiza y Alemania por causas religiosas. La falta de esclavos causó un déficit en la economía de la colonia, basada en el cultivo de algodón al igual que en la vecina Carolina, y pronto los colonos comenzaron a elevar sus protestas contra Oglethorpe, a quien apodaron «el Perpetuo Dictador». El descontento de la población fue seguido por un éxodo de colonos hacia Carolina del Sur, al que se agregó pronto un nuevo peligro: la ruptura de la paz con los españoles debido a la Guerra del Asiento, que estalló en 1739.
La colonia estaba en crisis y una invasión española terminaría seguramente destruyéndola. Con el fin de evitar esto, Oglethorpe reunió a las fuerzas a su cargo y, tras aliarse con el jefe Ahaya de los Seminola, lanzó una serie de incursiones en territorio español. Cosechó algunos éxitos e incluso sitió la fortaleza de San Agustín, pero la llegada de refuerzos españoles procedentes de La Habana le obligó a volver a territorio británico. La tan temida invasión española llegó en 1742, aunque tras una serie de escaramuzas en la isla de St. Simmons conocidas como la Batalla de Bloody Marsh, Oglethorpe consiguió que los españoles se retirasen haciéndoles creer que estaba a punto de recibir un gran número de refuerzos procedentes de Carolina. La guerra quedó entonces en punto muerto en el frente norteamericano y Oglethorpe consiguió el rango de General de División en 1745. Sin embargo, este éxito se vio empañado por la acusación de ser partidario de los rebeldes jacobitas, lo que le costó un juicio militar del que fue absuelto, y las continuas críticas de los colonos, que le obligaron a restituir la esclavitud finalmente en 1750. En 1765 fue ascendido a General, rango que ostentaría hasta su muerte en Cranham, Inglaterra, en 1785.